# 제프리 윌킨슨
제프리 윌킨슨 경(영어: Sir Geoffrey Wilkinson, FRS, 1921년 7월 14일 ~ 1996년 9월 26일)은 영국의 화학자이다. 1973년 유기금속화학 착물의 연구로 샌드위치 화합물을 발견하는 등의 업적을 남긴 공로로 에른스트 오토 피셔와 함께 노벨 화학상을 수상했다.

## 수상 경력
- 1973년 : 노벨 화학상
- 1981년 : 로열 메달
- 1996년 : 데비 메달